# Calle de Montcada
La calle de Montcada se encuentra en la ciudad de Barcelona en España.
La calle de Montcada fue abierta a mediados del siglo XII por la familia del mismo nombre a fin de comunicar los barrios barceloneses de la Bòria y el de La Ribera. Los terrenos eran propiedad de los Montcada y pronto se convirtió en la vía burguesa por excelencia de la ciudad medieval. Numerosos palacios abrieron sus puertas a esta calle entre los siglos XIV y XVIII, momento en que comenzó el declive del carácter burgués de esta calle. 
Hoy en día esta calle es el núcleo de la arquitectura civil de la ciudad medieval más importante y podemos encontrar en ella magníficos ejemplos de la arquitectura gótica civil barcelonesa como son los palacios de Berenguer de Aguilar (sede del Museo Picasso), Cervelló-Giudice (Galería Maeght), Dalmases, de los Marqueses de Llió (Museo Etnológico y de Culturas del Mundo), etc., todos ellos cuidadosamente restaurados y convertidos en sede de galerías de arte y museos. 